# Jean Balestreri
Jean Balestreri, né le 9 janvier 1915 à Mulhouse (Haut-Rhin) et mort le 13 décembre 1996 à Mulhouse (Haut-Rhin), est un homme politique français.

## Mandats
- Député du Haut-Rhin (1956-1958)[1]